# Pallacanestro agli Island Games 2013
Il torneo di pallacanestro agli Island Games 2013, si è svolto a Bermuda, nel 2013.
Si è svolto solamente il torneo maschile, ed essendoci state solo due partecipanti, si è festeggiata solo la medaglia d'oro.

## Medagliere
| Posiz. | Nazione | Oro | Argento | Bronzo | Totale |
| ------ | ------- | --- | ------- | ------ | ------ |
| -      | Bermuda | 1   |         |        | 1      |
| Totale | Totale  | 1   |         |        | 1      |